# 科托沃区
科托沃区（俄语：Котовский район）是俄罗斯联邦伏尔加格勒州下辖的一个区，其行政中心为科托沃。据2016年统计，该区的人口为31761人。